# برادران سارکیز
برادران سارکیز (انگلیسی: Sarkies Brothers)، مارتین (۱۸۵۲–۱۹۱۲)، تیگران (۱۸۶۱–۱۹۱۲)، آویت (۱۸۶۲–۱۹۲۳) و آرشاک (۱۸۶۸–۱۹۳۱)، تعدادی برادر ارمنی هستند که بیشتر به خاطر ساخت سلسله ای از هتل‌های لوکس در سرتاسر جنوب شرق آسیا شناخته شده بودند. این برادران در شهر اصفهان، ایران به دنیا آمده بودند.